# پده
پده (نام علمی: Populus euphratica) گونه‌ای از درخت صنوبر در خانواده بیدیان است. به این درخت کبوده و صنوبر کویری هم گفته‌اند.

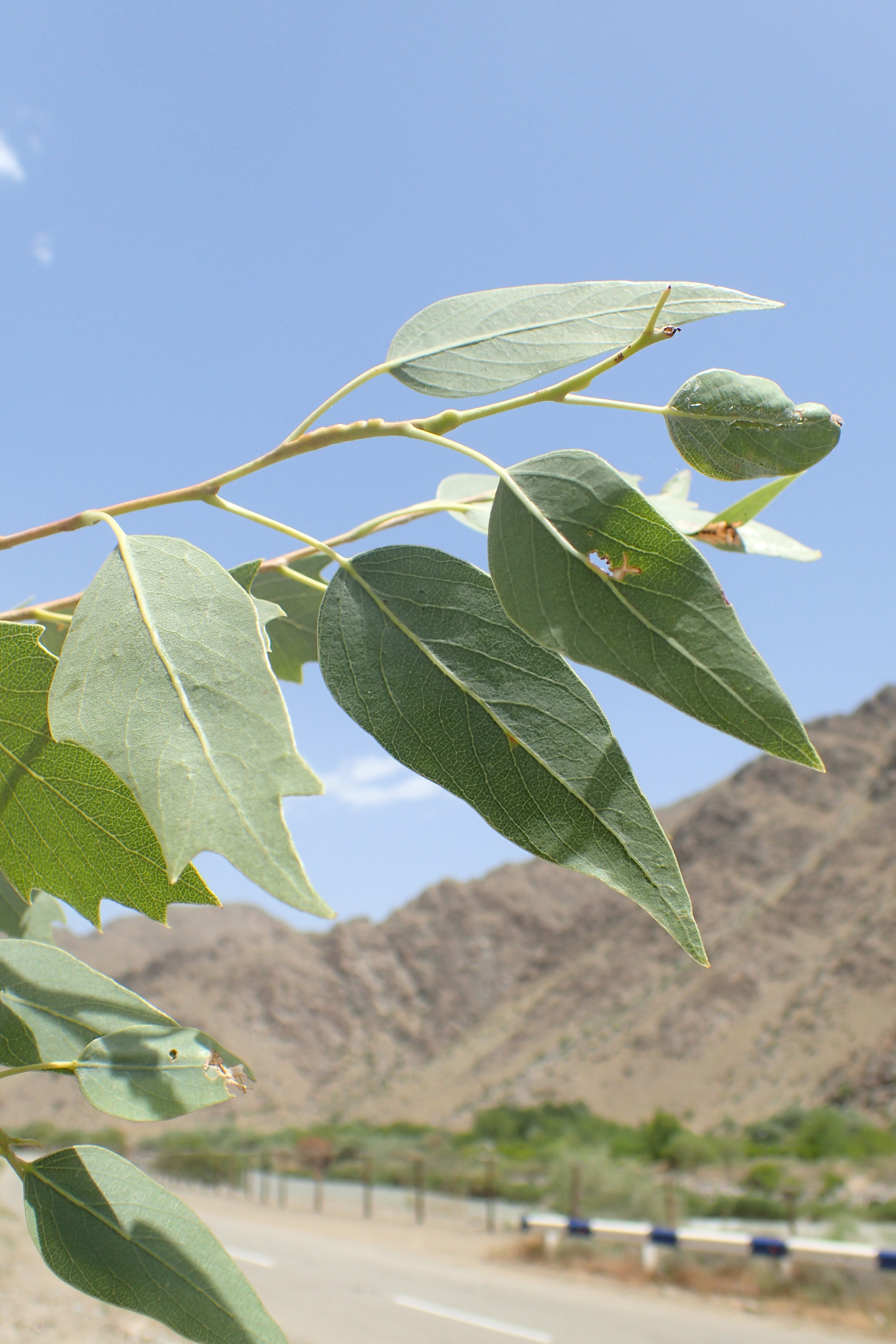
جزئیات برگ

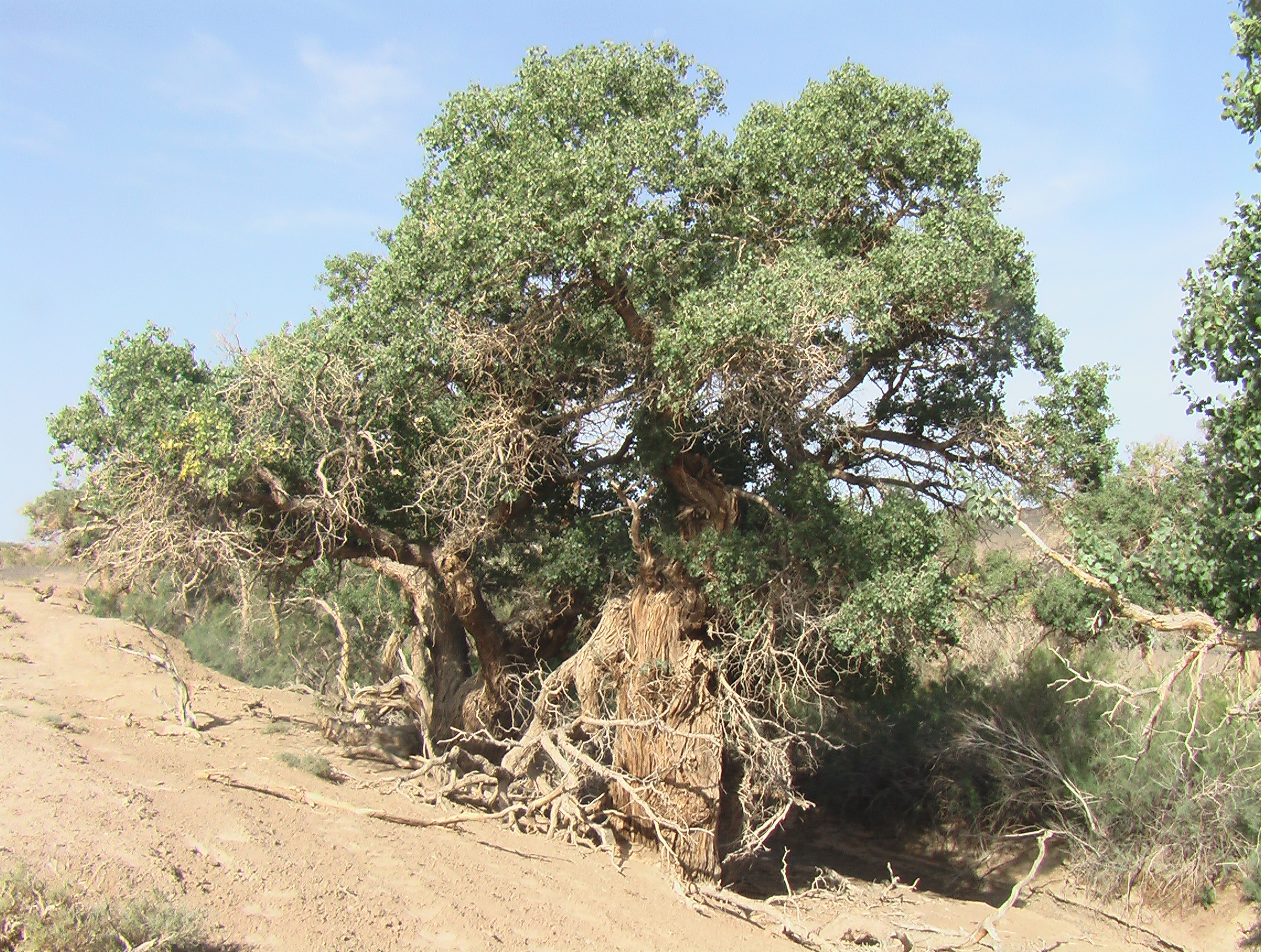
در یک توگای در بیابان گبی.

پده یک درخت خزان‌کننده با اندازه متوسط است که ممکن است شرایط مساعد تا ارتفاع حدود ۱۵ متر و دور آن ۲٫۵ متر (۸٫۲ فوت) رشد کند. ساقه آن به‌طور معمول خم و دوشاخه است. ساقه‌های قدیمی پوست ضخیم، خشن و سبز زیتونی دارند. در حالی که چوب تنه سفید است، چوب قلب قرمز است و در مرکز تیره تا تقریباً سیاه می‌شود. ریشه‌ها به‌طور گسترده پخش می‌شوند اما نه عمیق. شکل برگها بسیار متغیر است.
گل‌ها به صورت شاتون هستند و طول گل‌های نر ۲۵–۵۰ میلیمتر (۰٫۹۸–۱٫۹۷ اینچ) و ماده‌ها ۵۰–۷۰ میلیمتر (۲٫۰–۲٫۸ اینچ) است. میوه‌ها به صورت کپسول‌های تخم مرغی- نیزه ای هستند با ۷–۱۲ میلیمتر (۰٫۲۸–۰٫۴۷ اینچ) طول، بلند، حاوی دانه‌های ریز پوشیده شده در موهای ابریشمی.

## پراکنش و زیستگاه
این گونه دارای رویشگاه بسیار گسترده‌ای است که به‌طور طبیعی از شمال آفریقا، در سراسر خاورمیانه و آسیای مرکزی تا غرب چین وجود دارد. ممکن است در جنگل‌های پهن برگ خشک معتدل و مخلوط و جنگل های پهن برگ خشک نیمه گرمسیری در ارتفاعات تا ۴٬۰۰۰ متر (۲٫۵ مایل) یافت شود. بالاتر از سطح دریا.
درخت پده جزء برجسته اکوسیستم‌های دشت سیلابی توگای در امتداد دره‌های رودخانه در مناطق خشک و نیمه‌خشک است که با بید، گز و توت در بیشه‌های متراکم مخلوط شده‌است. در زمین‌هایی سیلابی فصلی به خوبی رشد می‌کند و آب شور را تاب می‌آورد. جنگل‌های پده که بیشتر به‌عنوان منبع هیزم استفاده می‌شود، تا حد زیادی ناپدید شده یا در بیشتر محدوده طبیعی آن تکه‌تکه شده‌اند.

## کاربردها
این گونه در زراعت جنگلداری برای تهیه برگ‌ها به عنوان علوفه برای دام، الوار و به‌طور بالقوه الیاف برای کاغذسازی استفاده می‌شود. همچنین در برنامه‌های جنگل‌کاری در خاک‌های شور در مناطق کویری و ایجاد بادشکن و کنترل فرسایش استفاده می‌شود. گزارش شده‌است که پوست درخت دارای خواص ضد کرمی است.